# Загадъчни убийства по Агата Кристи
Загадъчни убийства по Агата Кристи (на френски: Les Petits Meurtres d'Agatha Christie) е комедийна полицейска криминална телевизионна поредица, състояща се от две серии, базирани свободно на детективските произведения на Агата Кристи, излъчена за първи път по телевизия „Франция 2“ на 9 януари 2009 г.
В англоговорещите страни първа серия е озаглавена „Малките убийства на Агата Кристи“, а втора серия – „Криминалните игри на Агата Кристи“. Действието в първа серия се развива през 30-те години на миналия век с комисар (приблизително главен инспектор) Ларозиер (Антоан Дюлери) и инспектор Лампион (Мариус Колучи). Действието на втора серия се развива от средата на 50-те до началото на 60-те години на миналия век с комисар Суан Лоранс (Самюел Лабарт), журналистката Алис Аврил (Бландин Белавоар) и секретарката на Лоранс, Марлен Лерой (Елоди Френк). Първа серия се излъчва с английски субтитри в Съединените щати по телевизия Айкърн и МНЗ Чойс, втора серия се излъчва с английски субтитри в Съединените щати по МНЗ Чойс и в Австралия по СБС. Тридесет и осемте епизода до края на Втора серия включват адаптации на тридесет и шест от произведенията на Кристи.
През 2019 г. е обявена трета серия с нов актьорски състав, чието действие се развива във Франция през 70-те години на миналия век. Въпреки че заглавието, носещо името на Кристи, ще се запази, повечето от планираните епизоди ще бъдат оригинални истории „в духа на произведенията на Кристи“, тъй като продуцентът смята, че останалите книги биха били „твърде трудни за адаптиране“ или поради проблеми с правата в някои случаи.

## Първа серия: Франция през 30-те години на 20-ти век

### История
Действието се развива в Северна Франция през 30-те години на миналия век, когато женкарският и наперен комисар Жан Ларозиер и неговият нещастен младши офицер инспектор Емил Лампион разплитат поредица от сложни случаи на убийства, за да разкрият убийците.

### Актьорски състав

#### Главни роли
- Антоан Дюлери – комисар Жан Ларозиер (11 епизода)
- Мариус Колучи – инспектор Емил Лампион (11 епизода)

#### Поддържащи роли
- Серж Дюбоа – полицай Менар (9 епизода)
- Оливие Каре – съдебен лекар д-р Вердюр (5 епизода)

## Втора серия: Франция от средата на 50-те до 60-те години на 20-ти век

### История
Действието се премества в средата на 50-те и 60-те години на ХХ век в Лил, Франция. Суетен, остър като бръснач, арогантен и нетолерантен – комисар Суан Лоранс разследва убийства с често неоценената помощ на репортерката Алис Аврил и секретарката на полицията Марлен Лерой.

### Актьорски състав

#### Главни роли
- Самуел Лабарт – комисар Суан Лоранс (27 епизода)
- Бландин Белавоар – журналистката и феминистка Алис Аврил (27 епизода)
- Елоди Френк – полицейската секретарка на Лоранс в образа на Мерилин Монро – Марлен Лерой (27 епизода)

#### Поддържащи роли
- Доминик Томас – комисар Ернест Трикард (27 епизода)
- Мари Берто – секретарка, след това полицай Арлет Кармуй (5 епизода)
- Сирил Геи – съдебен лекар д-р Тимоте Глисан (13 епизода)
- Кристоф Пире / Франсоа Годар – редактор на вестник Робер Журдейл (2 / 15 епизода)
- Наташа Линдингер – съдебен лекар д-р Ефрази Майол (4 епизода)
- Ерик Бошан – полицай Мартин (16 епизода)
- Бубул – златната рибка на Марлен Бубул (27 епизода)

## Трета серия: Франция през 70-те години на 20-ти век
През 2019 г. е обявена трета серия с нов актьорски състав, чието действие се развива във Франция през 70-те години на миналия век.
Първият и третият епизод ще бъдат адаптации съответно на „Безкрайна нощ“ и „Дупката“. Вторият и четвъртият епизод, както и петият и шестият епизод, планирани за 2022 г., ще бъдат оригинални истории, но според продуцента – в „духа на Агата Кристи“.

## „Загадъчни убийства по Агата Кристи“ в България
В България сериалът започва по Фокс Крайм на 26 март 2020 г. от 10:45 всяка сутрин с повторение от 05:00. Свършва на 23 април като само първите 21 епизода от сезон 2 са излъчени, като дублажът е на студио Доли. От 29 октомври до 3 декември 2021 г. са излъчени епизодите от 22 – 27. На 14 май 2022 г. започва първи сезон по БТВ Лейди с разписание нов епизод всяка събота от 22:00 с повторение следващата събота от 12:30, като дублажът е на студио Медиа Линк.
В дублажа на студио Доли ролите се озвучават от Мими Йорданова, Таня Димитрова, Любомир Младенов, Илиян Пенев и Росен Русев. В дублажа на Медия Линк ролите се озвучават от Елена Русалиева (в първи, трети, четвърти и шести епизод), Татяна Захова (в първи, четвърти, седми и девети епизод), Ирина Маринова (във втори, пети, осми и единайсети епизод), Ася Братанова (във втори и четвърти епизод), Ася Рачева (в трети и шести епизод), Лина Златева (в седми и девети епизод), Даниела Йорданова (в осми и единайсети епизод), Любомир Младенов, Стефан Сърчаджиев – Съра и Мартин Герасков.